# Biggi Slongo Gastrich
Biggi Slongo (* 22. November 1946 in Gelsenkirchen) ist eine schweizerische Künstlerin und Kinderbuchautorin. Sie lebt und arbeitet seit 1966 in der Schweiz. Sie ist Mitglied der SGBK, Schweizerischen Gesellschaft Bildender Künstlerinnen und des Frauenmuseums in Bonn.

## Werk

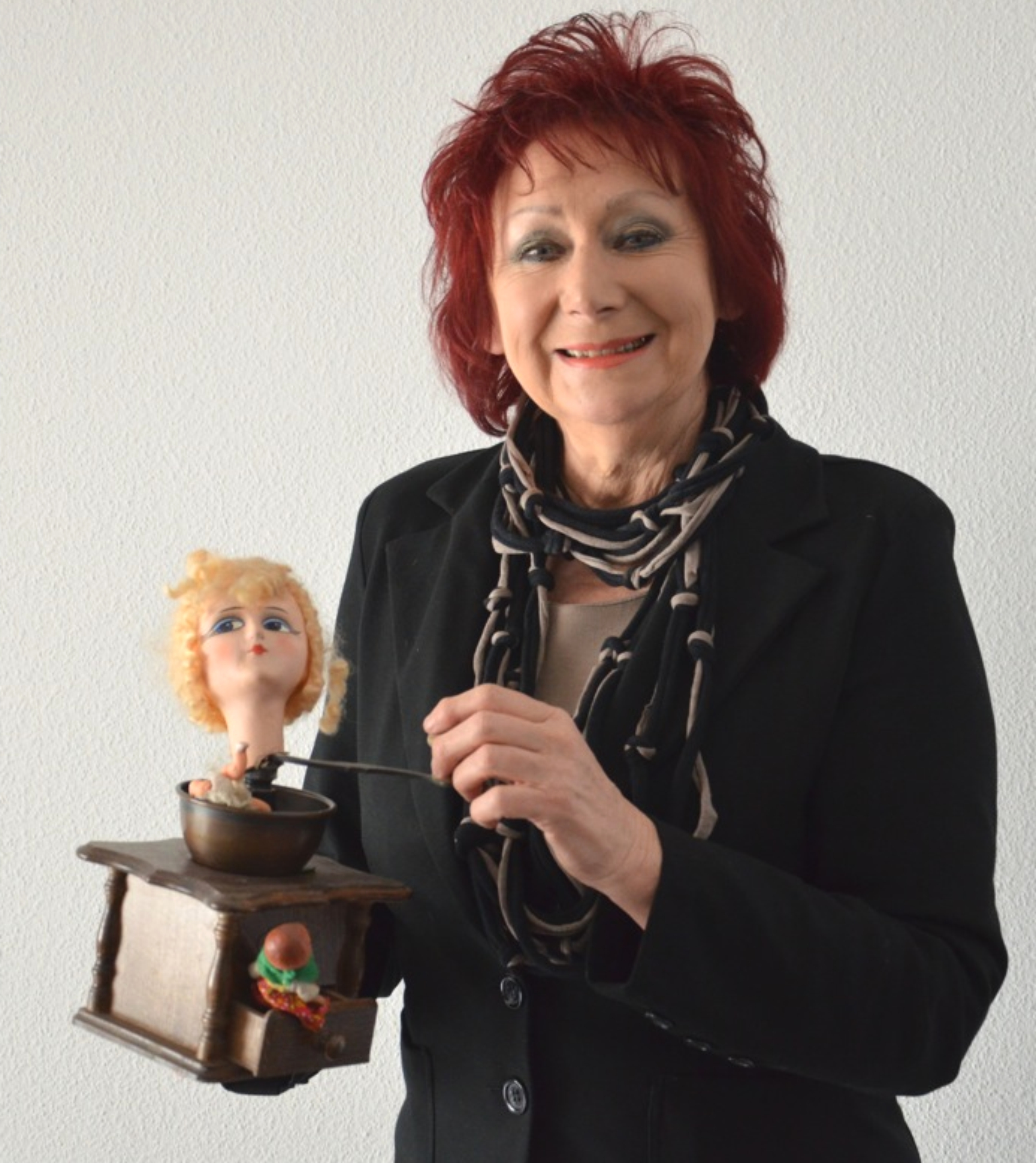
Biggi Slongo Gastrich mit der Installation Immer wieder die alte Leier!

Biggi Slongo Gastrich künstlerisches Schaffen erstreckt sich auf die Bereiche Aktionskunst, Installation, Fotografie und Acrylmalerei. Sie arbeitet mit diversen Materialien und Gegenständen, die sie während vieler Jahre gesammelt hat. Üblicherweise beginnt sie ein neues Werk durch die Selektion der Objekte aus ihrer Sammlung, die sie mit dem aktuellen Kunst-Thema assoziiert. Sie fordert Menschen die ihre Werke betrachten auf, ihr ihre Eindrücke mitzuteilen und mit ihren Werken zu interagieren. Sie will besonders anderen Frauen weitergeben, was es bedeuten kann sich mit gelebtem Schicksal erneut auseinanderzusetzen und ihnen bewusst zu machen in welchen Prozess eine Frau sich begibt, wenn sie ihr Schicksal verarbeitet, veröffentlicht und der Gesellschaft zugänglich macht.
Frauentrümmer

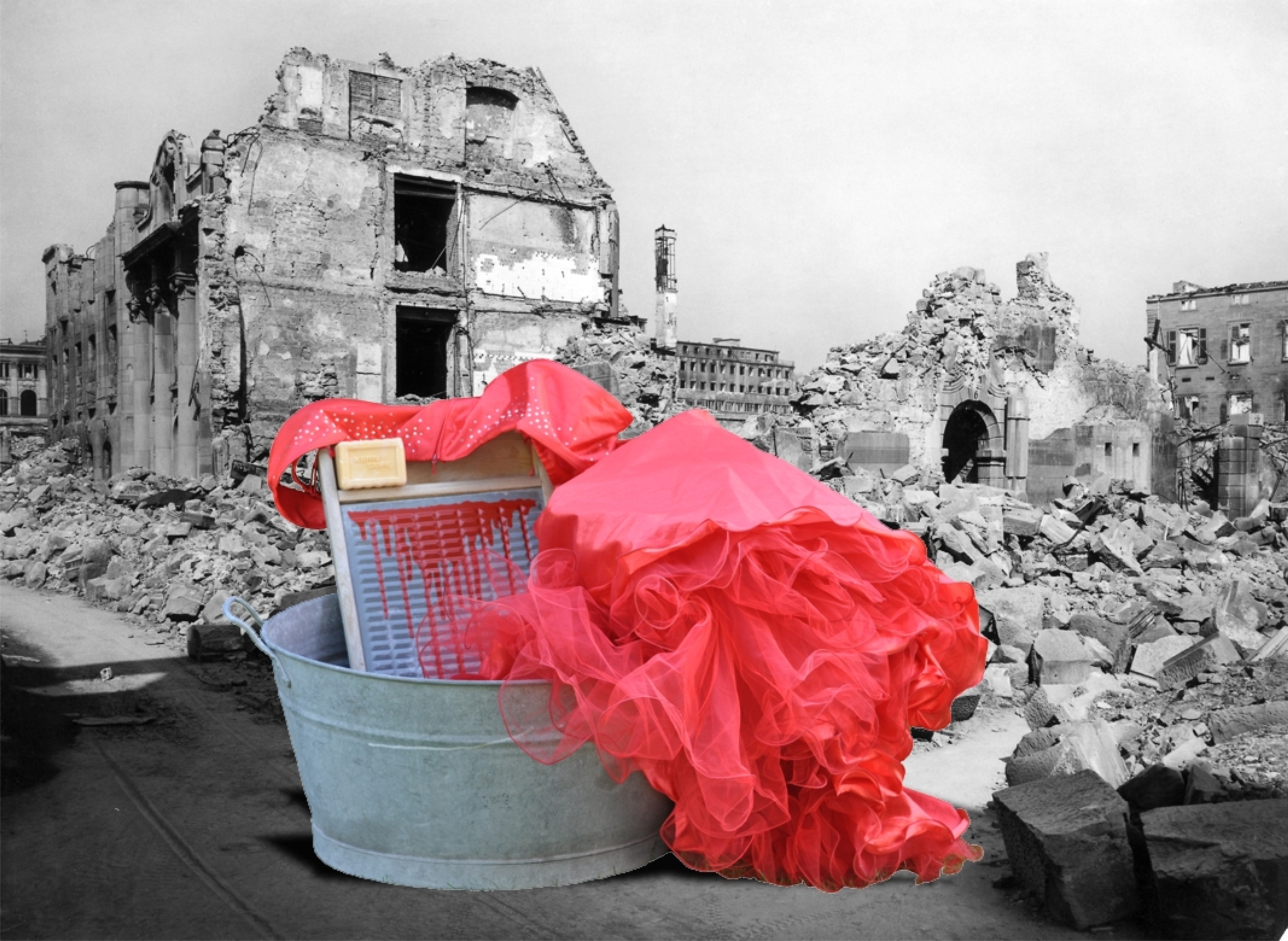
Fotoinstallation „Cinderella“ aus „Trümmerfrauen/Frauentrümmer“

Biggi ist ein Kind der Aufbruchstimmung: Die Generation ihrer Mutter träumte in Friedenszeiten wohl noch vom "Märchenprinzen", der sie auf seinen Händen durchs Leben tragen und umsorgen würde. Dieser Traum wurde unter den Kriegstrümmern vergraben und erstickt.
Der Ball ist vorbei, die Lichter aus, die Musik verstummt, und das feenhafte Kleid der Unschuld, leicht wie eine Wolke, blutrot. Ein dickes Stück Waschseife soll den Traum wieder entstehen lassen, rein waschen, doch wie eine welkende Blüte hängt das blutrote Kleid über dem Rand des Waschzubers. Das Blut fliesst auf dem Waschbrett immer wieder nach. Biggis "Cinderella" ist schauerlich schön, fasziniert und stösst ab zugleich. Der Traum wird zum Albtraum, ein Schwanengesang vor dramatischer Kulisse.
Wird Cinderella es schaffen, bei diesem Anblick, vor dieser Aufgabe, nicht zu fliehen? Dass sie es geschafft hat, zeigt die Arbeit "Samstags": Der Traum ist ausgeträumt, das Ballkleid weggehängt, doch das Schrubben hört nicht mehr auf, Woche für Woche, Jahr für Jahr. (Dr. Béatrice Roschanzamir: Kunsthistorikerin)
Gleichberechtigung / Von Märchenprinzen und Frauenrechten
Die Ausstellung befasst sich mit dem Thema Frauenrechte. Vieles hat sich in den Nachkriegsjahren geändert, aber der alte Traum vom Märchenprinzen und der schönen Prinzessin hängt noch immer in der Luft. So sind wir der gleichberechtigten Stellung von Frau und Mann in der Schweiz und Europa schon näher gekommen.
1978 erhalten die Frauen in der Schweiz mit dem neuen Kindsrecht gleichberechtigt die "elterliche Fürsorge" über ihre Kinder – zuvor blieben die Kinder im Falle einer Scheidung beim Vater. 1988 hat das neue Eherecht die Frau dem Mann gleichgestellt. Der Mann als Oberhaupt der Familie verschwindet und die Frau ist nicht mehr gezwungen den Haushalt zu führen. Vor dieser Regelung legte allein der Mann fest, ob eine Frau ausserhalb des Haushaltes arbeiten durfte. Bei Vernachlässigung desselben konnte er bestimmen, dass seine Frau nicht arbeiten darf. Auch war es in den siebziger Jahren sogar für berufstätige Frauen noch unmöglich, grössere Einkäufe wie einen Kinderwagen oder ein Auto von ihrem selbstverdienten Geld – ohne Zustimmung ihres Ehemannes – zu tätigen.
Diese zwei Gesetzesänderungen allein haben das Leben der Frauen wesentlich verbessert. Ähnliche Regelungen existieren auch in vielen anderen Ländern. Trotz dieser gesetzlich bindenden Massnahmen sieht es jedoch in der Realität leider noch düster aus. Auch werden Frauen mit einem Dschungel von Gesetzen und Regelungen konfrontiert, die auf den ersten Blick verwirrend erscheinen, häufig wenig bekannt sind und oft nur durch mühevolle Arbeit in das tägliche Leben integriert werden können. Prinzipien der Nichtdiskriminierung aufgrund des Geschlechts werden noch oft in allen gesellschaftlichen Bereichen ignoriert. Als Mädchen geboren zu werden heisst noch immer, benachteiligt und vieler Menschenrechte beraubt zu werden.
Gewalttaten in der Ehe wurden erst seit 2004 in der Schweiz als Delikt verfolgt und noch später, 2006 wird Artikel 28b ZGB verabschiedet, der bestimmt, dass gewalttätige Personen die gemeinsame Wohnung verlassen müssen. Für Frauen bietet aber bis heute die heimische Wohnung nur begrenzten Schutz. Studien zeigen, dass Frauen strafbare Handlungen hauptsächlich zuhause von einem Ehemann/Partner erleiden, und nicht auf der Stasse von einem Fremden.

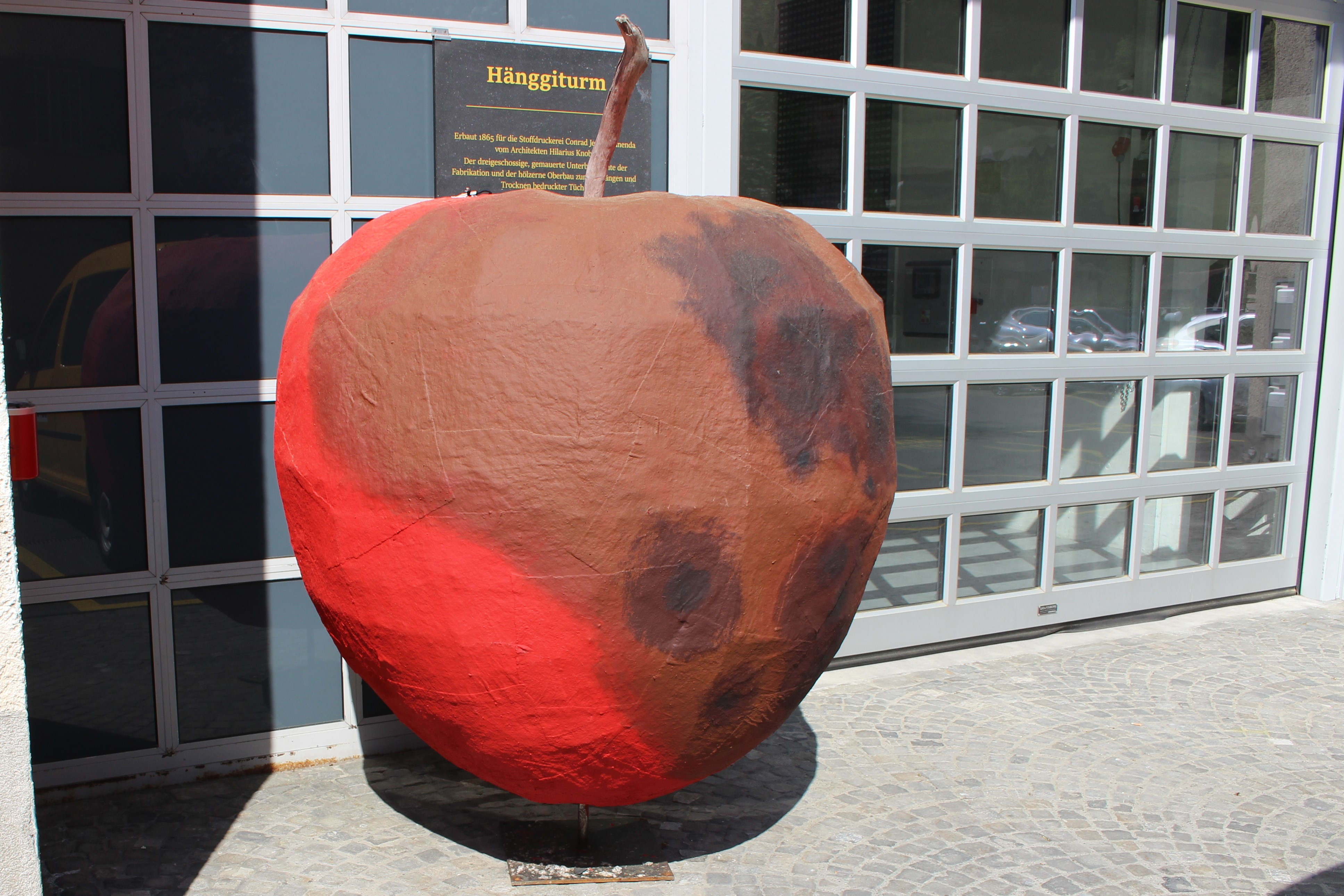
„Eva – die faulende Gleichberechtigung“

Das Exponat "EVA – die faulende Gleichberechtigung" wurde erstmals an der Ausstellung "Märchenprinz" von Biggi Slongo gezeigt.

## Ausstellungen

### Einzelausstellungen ab 2000
- 2000:	Kunsthaus Glarus
- 2001: Galerie Terra, Berlin, Galerie P'art, Zürich
- 2004:	Galerie Lesage, Montpellier
- 2005:	Galerie Schwabach, Feldmeilen
- 2007:	Landesbibliothek, Glarus
- 2012:	Lihn, Filzbach
- 2015: Galerie der Kreuzkirche, Dresden/D
- 2016: Landesbibliothek, Glarus/CH
- 2018: Anna Göldi Museum, Glarus/CH

### Gruppenausstellungen ab 2000
- 2000:	Kunsthaus Glarus
- 2001:	Kunsthaus Glarus
- 2002:	Galerie am Kreisel, Netstal
- 2003:	Galerie Claudine Hohl, Zürich
- 2004:	Galerie Binz, Zürich
- 2005:	Kulturhalle Kesselturm, Bern
- 2005:	Galerie Storkhower Bogen, Berlin
- 2005:	Altstadthalle Zug
- 2006:	Fine Arts Collection Ltd., Winterthur
- 2006:	ART-isotope · Galerie Schöber, Dortmund
- 2007:	Galerie Serata, Thalwil
- 2008:	Schloss Vorderbleiche, Biberist
- 2008:	Galerie Oxyd, Winterthur
- 2008:	Kunst Zürich 08, Kunsthalle
- 2010:	Kunst Ruhr 2010
- 2012:	Lihn, Filzbach
- 2013:	Galerie Schober, Dortmund
- 2014:	Kunsthaus Glarus
- 2015:	Frauenmuseum Bonn
- 2016: Art Basel, Miami/USA
- 2017: Kloster, Marienstein/CH
- 2018: Armory Artweeks, New York/USA
- 2018: Frauenmuseum, Bonn/D
- 2019: Swiss Art Expo, Zürich/CH
- 2019: Frauenmuseum, Bonn/D

## Publikationen
- Ufo, die Künstlerkatze. AVA-Verlag, Ennenda 2005, ISBN 3-9523111-0-3.
- Adela. AVA-Verlag, Ennenda 2009, ISBN 978-3-9523111-1-0.
- Die kleine Wolke. AVA-Verlag, Glarus 2012, ISBN 978-3-9523111-2-7.